# Кофел-нагел
Кофел-нагел (на нидерландски: konfijnagel) – дървен или метален кол с ръкохватка и рамо в горния край, напъхван в гнездо на кофел-планката за закрепване и подреждане на него на въжетата на бягащия такелаж на ветроходен кораб.